# Marcos Alonso
Marcos Alonso Mendoza (sinh 28 tháng 12 năm 1990) là cầu thủ bóng đá chuyên nghiệp người Tây Ban Nha có thể chơi ở vị trí hậu vệ trái hoặc tiền vệ và đội tuyển bóng đá quốc gia Tây Ban Nha.Anh hiện đang là cầu thủ tự do.

## Sự nghiệp câu lạc bộ

### Real Madrid B
Sinh ra ở Madrid, Alonso gia nhập lò đào tạo trẻ của Real Madrid khi còn nhỏ.Năm 2008,anh chơi cho Real Madrid B ở giải Segunda División B, anh ra sân lần đầu tiên trong trận thua 0-1 trên sân nhà trước AD Alcorcón.

### Real Madrid
Vào ngày 4 tháng 4 năm 2010, anh được đôn lên đội hình chính vào sân thay người cho Gonzalo Higuaín ở phút 90 trong trận đấu với Racing de Santander. Đó cũng là trận đấu duy nhất của anh cho Real Madrid.

### Bolton Wanderers
Ngày 27 tháng tháng 7 năm 2010, Alonso gia nhập Bolton Wanderers với mức phí chuyển nhượng không được tiết lộ. Anh có lần đầu tiên ra sân cho câu lạc bộ vào ngày 24 tháng 8 trong chiến thắng 1-0 trước Southampton F.C. tại League Cup. Vào cuối mùa giải 2012-2013, anh đã được bình chọn là cầu thủ Bolton hay nhất mùa theo tờ Bolton News bình chọn.

### Fiorentina
Vào tháng 5 năm 2013, Alonso ký hợp đồng với Fiorentina, mặc dù ban lãnh đạo của Bolton đã đề nghị ký hợp đồng mới nhưng anh từ chối. Mùa 2013-2014,anh chỉ ra sân 9 lần rồi được đem đi cho mượn tại Sunderland A.F.C. Anh ra sân lần đầu cho Sunderland trong chiến thắng 2-1 trước Manchester United F.C. ở bán kết lượt đi Cúp liên đoàn Anh 2013-2014,sau đó Sunderland lọt vào chung kết và để thua Manchester City F.C. với tỉ số 3-1.
Sau khi anh ấy trở lại Fiorentina, anh được thi đấu nhiều hơn và trở thành cầu thủ quan trọng của câu lạc bộ, đến mùa giải 2015/2016, Marcos Alonso gần như đã đạt đến độ chín của sự nghiệp. Anh có mặt trong suốt 39 trận đấu của Fiorentina trên mọi đấu trường và ghi được 3 bàn thắng trong vai trò của một hậu vệ trái.

### Chelsea
Chứng kiến phong độ tuyệt vời của anh, Chelsea F.C. đã phải bỏ ra 24 triệu euro để có được Alonso. Anh có trận đấu đầu tiên cho Chelsea trong chiến thắng 4-2 trước Leicester City F.C. Marcos Alonso đã ghi bàn thắng đầu tiên cho câu lạc bộ vào ngày 5 tháng 11 năm 2016, trong chiến thắng 5-0 trước Everton.
Alonso ghi bàn thắng duy nhất vào lưới Newcastle United trên sân nhà vào ngày 19 tháng 10 năm 2019, giúp Chelsea giành chiến thắng sít sao với tỷ số 1–0. Đó là bàn thắng đầu tiên của anh ấy trong mùa giải 2019–20. 
Alonso ghi bàn thắng đầu tiên trong mùa giải 2020–21 vào ngày 31 tháng 1 năm 2021, ghi bàn thứ hai trong chiến thắng 2–0 trên sân nhà trước Burnley, giúp tân huấn luyện viên trưởng Thomas Tuchel có chiến thắng đầu tiên. Vào ngày 8 tháng 5 năm 2021, Alonso ghi bàn thắng quyết định vào lưới Manchester City khi Chelsea giành chiến thắng 2-1 trên sân vận động Etihad . 
Alonso đã ghi bàn mở tỷ số cho Chelsea trước Crystal Palace, từ một quả đá phạt trực tiếp trong chiến thắng 3–0 trên sân nhà. Anh lần đầu tiên làm đội trưởng câu lạc bộ vào ngày 11 tháng 9 năm 2021 trong một trận đấu trên sân nhà với Aston Villa. 

## Sự nghiệp quốc tế
Vào ngày 16 tháng 3 năm 2018, Alonso lần đầu tiên được gọi vào đội tuyển quốc gia Tây Ban Nha trong 2 trận giao hữu với Đội tuyển bóng đá quốc gia Đức và Đội tuyển bóng đá quốc gia Argentina. Anh ra sân thay cho Jordi Alba trong trận thắng 6-1 trước Argentina , qua đó đưa gia đình anh trở thành gia đình Tây Ban Nha đầu tiên có ba thế hệ cùng chơi cho đội tuyển quốc gia

## Cuộc sống cá nhân
Ông nội Alonso, Marcos Alonso Imaz, thi đấu tám năm cho đội một Real Madrid. Cha anh, Marcos Alonso Peña, thi đấu một vài mùa tại giải đấu cao nhất Tây Ban Nha, nổi bật nhất là cho Atlético Madrid và FC Barcelona, cả hai đều từng khoác áo đội tuyển quốc gia Tây Ban Nha.
Ngày 2 tháng 5 năm 2011, Alonso bị tạm giữ sau khi liên quan tới vụ tai nạn xe hơi ở Madrid. Anh lái một chiếc xe đâm vào tường, khiến một phụ nữ 20 tuổi đi đường thiệt mạng. Anh bị cáo buộc có lượng cồn quá giới hạn khi điều khiển ô tô.

## Thống kê sự nghiệp

### Câu lạc bộ
Tính đến 7 tháng 10 năm 2018
| Câu lạc bộ           | Mùa giải            | Giải quốc nội | Giải quốc nội | Cúp quốc gia | Cúp quốc gia | Cúp liên đoàn | Cúp liên đoàn | Châu Âu | Châu Âu | Khác | Khác | Tổng | Tổng |
| Câu lạc bộ           | Mùa giải            | Trận          | Bàn           | Trận         | Bàn          | Trận          | Bàn           | Trận    | Bàn     | Trận | Bàn  | Trận | Bàn  |
| -------------------- | ------------------- | ------------- | ------------- | ------------ | ------------ | ------------- | ------------- | ------- | ------- | ---- | ---- | ---- | ---- |
| Real Madrid Castilla | 2008–09             | 11            | 0             | —            | —            | —             | —             | —       | —       | —    | —    | 11   | 0    |
| Real Madrid Castilla | 2009–10             | 28            | 3             | —            | —            | —             | —             | —       | —       | —    | —    | 28   | 3    |
| Real Madrid Castilla | Tổng cộng           | 39            | 3             | —            | —            | —             | —             | —       | —       | —    | —    | 39   | 3    |
| Real Madrid          | 2009–10             | 1             | 0             | 0            | 0            | —             | —             | 0       | 0       | 0    | 0    | 1    | 0    |
| Real Madrid          | Tổng cộng           | 1             | 0             | 0            | 0            | —             | —             | 0       | 0       | 0    | 0    | 1    | 0    |
| Bolton Wanderers     | 2010–11             | 4             | 0             | 3            | 0            | 2             | 0             | —       | —       | —    | —    | 9    | 0    |
| Bolton Wanderers     | 2011–12             | 5             | 1             | 1            | 0            | 1             | 0             | —       | —       | —    | —    | 7    | 1    |
| Bolton Wanderers     | 2012–13             | 26            | 4             | 3            | 0            | 1             | 0             | —       | —       | —    | —    | 30   | 4    |
| Bolton Wanderers     | Tổng cộng           | 35            | 5             | 7            | 0            | 4             | 0             | —       | —       | —    | —    | 46   | 5    |
| Fiorentina           | 2013–14             | 3             | 0             | 0            | 0            | —             | —             | 6       | 0       | —    | —    | 9    | 0    |
| Fiorentina           | 2014–15             | 22            | 1             | 3            | 0            | —             | —             | 10      | 1       | —    | —    | 35   | 2    |
| Fiorentina           | 2015–16             | 31            | 3             | 1            | 0            | —             | —             | 7       | 0       | —    | —    | 39   | 3    |
| Fiorentina           | 2016–17             | 2             | 0             | 0            | 0            | —             | —             | 0       | 0       | —    | —    | 2    | 0    |
| Fiorentina           | Tổng cộng           | 58            | 4             | 4            | 0            | —             | —             | 23      | 1       | —    | —    | 85   | 5    |
| Sunderland (mượn)    | 2013–14             | 16            | 0             | 1            | 0            | 3             | 0             | —       | —       | —    | —    | 20   | 0    |
| Sunderland (mượn)    | Tổng cộng           | 16            | 0             | 1            | 0            | 3             | 0             | —       | —       | —    | —    | 20   | 0    |
| Chelsea              | 2016–17             | 31            | 6             | 3            | 0            | 1             | 0             | —       | —       | —    | —    | 35   | 6    |
| Chelsea              | 2017–18             | 33            | 7             | 3            | 1            | 2             | 0             | 7       | 0       | 1    | 0    | 46   | 8    |
| Chelsea              | 2018–19             | 8             | 1             | 0            | 0            | 0             | 0             | 1       | 0       | 1    | 0    | 10   | 1    |
| Chelsea              | Tổng cộng           | 72            | 14            | 6            | 1            | 3             | 0             | 8       | 0       | 2    | 0    | 91   | 15   |
| Tổng cộng sự nghiệp  | Tổng cộng sự nghiệp | 221           | 26            | 18           | 1            | 10            | 0             | 31      | 1       | 2    | 0    | 282  | 28   |

### Quốc tế
Tính đến ngày 15 tháng 10 năm 2018
| Đội tuyển quốc gia | Năm       | Trận | Bàn |
| ------------------ | --------- | ---- | --- |
| Tây Ban Nha        | 2018      | 3    | 0   |
| Tổng cộng          | Tổng cộng | 3    | 0   |

## Danh hiệu

### Câu lạc bộ

#### Sunderland
- Football League Cup: Á quân 2013–14[12]

#### Fiorentina
- Coppa Italia: Á quân 2013–14

#### Chelsea
- Premier League: 2016–17
- FA Cup: 2017–18
- UEFA Europa League: 2018–19
- UEFA Champions League: 2020–21
- UEFA Super Cup: 2021
- FIFA Club World Cup: 2021

#### Barcelona
- La Liga: 2022–23
- Supercopa de España: 2022–23

### Quốc tế
- Á quân UEFA Nations League 2020–21